# 日蓮四大法難
日蓮四大法難（にちれんよんだいほうなん）は、日蓮宗（法華宗）の宗祖である僧・日蓮に関わる4つの事件。

## 該当する事件
- 松葉ヶ谷法難（1260年） - 本圀寺も参照
- 伊豆法難（1261年） - 佛現寺、蓮着寺も参照
- 小松原法難（1264年） - 鏡忍寺も参照
- 龍ノ口法難（1271年） - 龍口寺も参照

## 関連資料
- 市川智康『日蓮聖人の歩まれた道』水書房
- 中尾堯『日蓮の寺』東京書籍（1987年）